# Transcripción Anthon

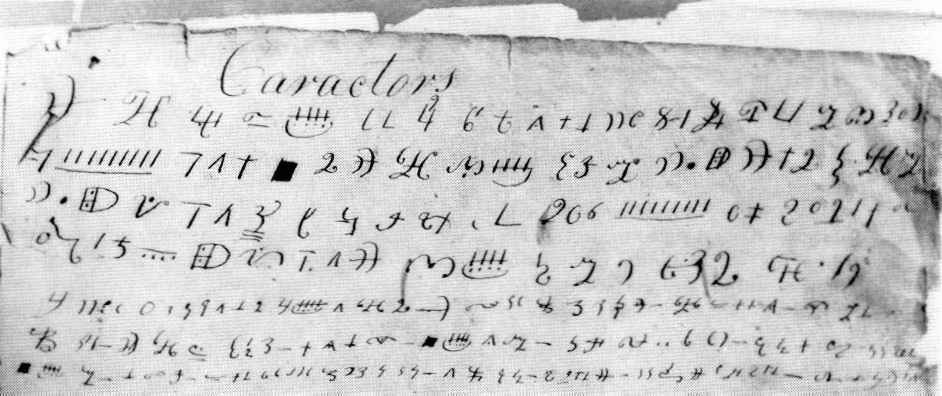
Fotografía de la Transcripción Anthon

La Transcripción Anthon (antes confundida con el Documento Caractors)[cita requerida] es una hoja de papel en la que Joseph Smith escribió varias líneas de caracteres. Según Smith, estos caracteres fueron copiados directamente de las planchas de oro de las cuales Smith afirma haber traducido el Libro de Mormón y que corresponderían al egipcio reformado, el idioma en el que habrían sido escritas estas planchas. En 1828, este documento fue entregado a Charles Anthon, un conocido erudito clásico de la Universidad de Columbia, Estados Unidos, para una opinión experta sobre la autenticidad de los caracteres y la traducción. Algunos seguidores del Libro de Mormón afirman que Anthon atestiguó la autenticidad de los personajes al escribirle a Martin Harris, pero que luego  se retractó de su certificación después de escuchar la historia de Smith y las planchas. Los críticos de Smith afirman que Anthon creía que cualquier idea de un egipcio reformado era un engaño y que Harris estaba siendo engañado.

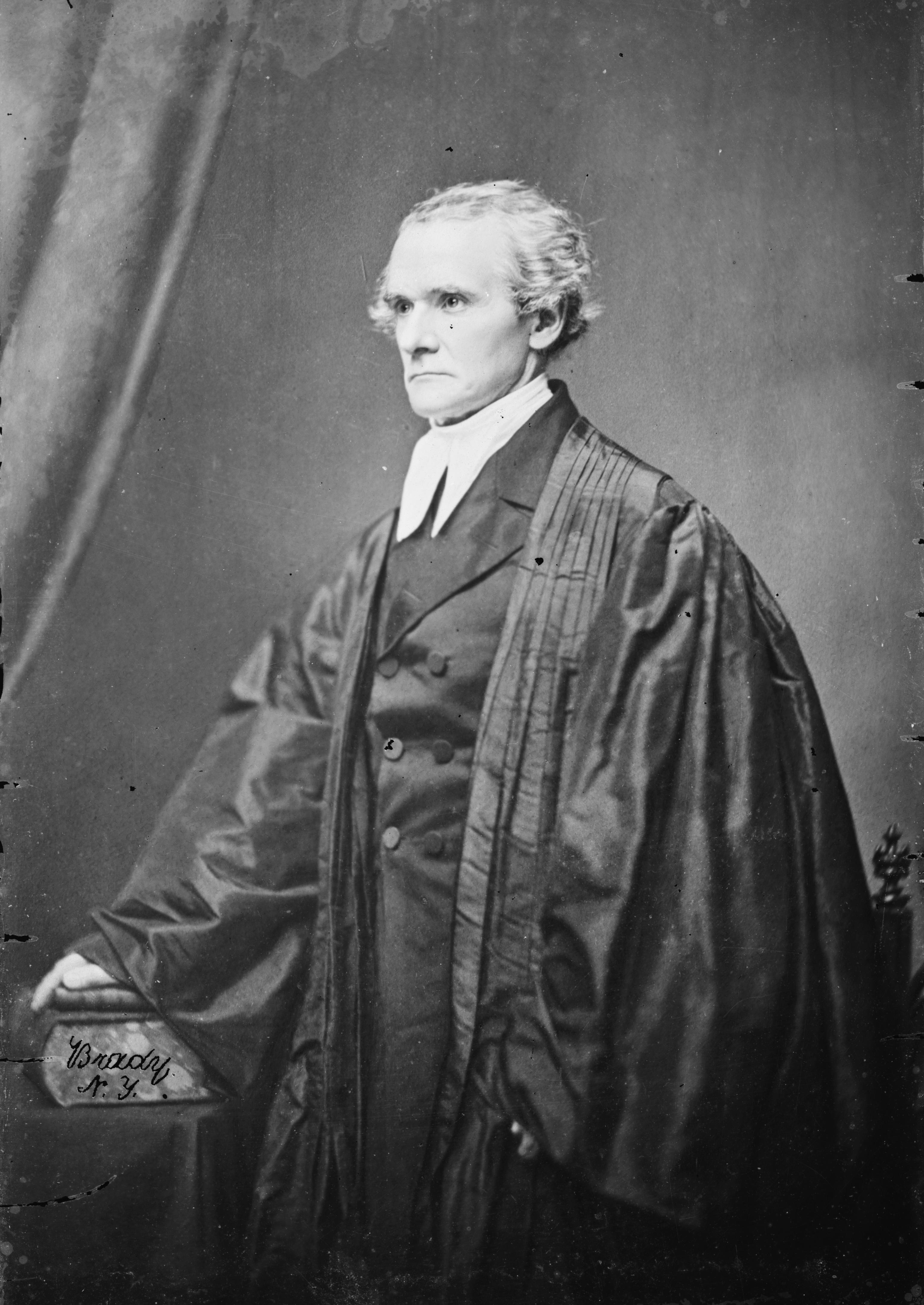
Charles Anthon, profesor de la Universidad de Columbia, Estados Unidos

Los creyentes afirman que el incidente entre Harris y Anthon cumplió una profecía bíblica hecha por Isaías, debido a se ha reportado que Anthon le dijo a Harris, «no puedo leer un libro sellado».
En 1980, Mark Hofmann creó y vendió una falsificación de la Transcripción Anthon a los líderes de La Iglesia de Jesucristo de los Santos de los Últimos Días, que se reveló fraudulenta cuando se investigaron los crímenes de Hofmann.

## El relato de Harris de la reunión con Anthon
En 1838, Smith contó un relato basado en la versión de la reunión de Harris. Smith escribió que Anthon «declaró que la traducción era correcta, más que cualquiera de los que antes se había visto traducido del egipcio [Harris] y luego le mostró que aún no traducidas, y dijeron que estaban egipcio, caldeo, asirio, y el árabe»; y que eran «verdaderos personajes». Según Harris, Anthon le escribió a Harris una carta de autenticidad declarando que el fragmento contenía verdaderos caracteres egipcios. También se informó que Anthon confirmó que la traducción de estos caracteres era correcta. Cuando se le informa que un ángel de Dios le había revelado los personajes a Smith, Anthon, según los informes, rompió la autenticación afirmando que no existían ángeles y le pidió a Harris que le trajera las planchas para su traducción. Harris luego fue a ver al doctor Samuel L. Mitchill, quien corroboró lo que dijo Anthon.

## Las declaraciones de Anthon
En 1834, Anthon declaró en una carta que: «Toda la historia acerca de haber pronunciado la inscripción mormona como "jeroglíficos egipcios reformados" es perfectamente falsa... Pronto llegué a la conclusión de que todo era un truco, tal vez un engaño... [Harris] me pidió una opinión por escrito, que por supuesto rechacé dar». Anthon declaró en la carta que la historia de su supuesta autenticación era falsa, que Anthon había identificado los escritos como un engaño, y que le había dicho a Harris que los escritos eran parte de «un plan para engañar al granjero [Harris] con respecto a su dinero».
Anthon contó un segundo relato en 1841 que contradecía su relato de 1834 en cuanto a si le dio a Harris una opinión por escrito sobre el documento: «[Harris] me pidió que le diera mi opinión por escrito sobre el papel que me había mostrado asi que sin dudarlo, en parte por el bien del hombre, y en parte para dejar que el individuo "detrás de la cortina" vea que su truco fue descubierto. La importancia de lo que escribí fue, hasta donde puedo recordar, simplemente esto, que las marcas en el artículo parecían ser simplemente una imitación de varios caracteres alfabéticos y, en mi opinión, no tenía ningún significado relacionado con ellos». En ambos relatos, Anthon sostuvo lo que le dijo a Harris: que podría ser víctima de un fraude. Pomeroy Tucker, contemporáneo de Harris y Smith, escribió en 1867 que se entendía que todos los eruditos a quienes Harris visitó «habían visto toda la pretensión como demasiado depravada para una atención seria, mientras que lamentaban al solicitante como víctima de fanatismo o locura».

## Documento Caractors
La Comunidad de Cristo compró un trozo de papel escrito a mano a los herederos de David Whitmer, el cual se dice que es la Transcripción de Anthon original,  también conocida como el documento Caractors. Whitmer, quien alguna vez fue el propietario del documento, declaró que fue este trozo de papel lo que Harris le mostró a Anthon. Sin embargo, tanto los apologistas como los críticos mormones afirman que no es seguro que el documento sea el original, ya que Anthon había mencionado que los caracteres en la hoja que vio estaban dispuestos en columnas verticales y terminaban en una «delineación grosera de un círculo dividido en varios compartimentos, decorados con varias marcas extrañas, y evidentemente copiados después del calendario azteca dado por Humboldt» (1834) o «una representación grosera del zodiaco mexicano» (1841).
Estudios recientes, incluido el análisis de escritura a mano, sugieren que el documento «Caractors» fue escrito por el hermano de David Whitmer, John Whitmer", en 1829 o después y, por lo tanto, no habría estado disponible para mostrar a Anthon u otros en 1828. Los símbolos del documento se publicaron dos veces en 1844, después de la muerte de Smith, como caracteres que habrían sido copiados de las planchas de oro, una de ellas en la edición del 21 de diciembre de The Prophet.
En 1956, se hizo una solicitud de revisión del Documento Caractors a tres egiptólogos reconocidos, Sir Alan Gardiner, William C. Hayes y John A. Wilson. Gardiner respondió que no veía semejanza con «ninguna forma de escritura egipcia». Hayes declaró que podría ser una copia inexacta de algo en escritura hierática y que «algunos grupos parecen números hieráticos», y agrega que «imagino, sin embargo, que la inscripción tiene un parecido superficial con otros guiones, tanto antiguos como modernos, de los cuales no tengo conocimiento». Wilson dio la respuesta más detallada, diciendo que «Esta no es una escritura egipcia, como la conoce un egiptólogo. Obviamente no es jeroglífico, ni el "jeroglífico cursivo" como se usa en el Libro de los Muertos. No es copto, que se tomó sobre caracteres griegos para escribir egipcio. Tampoco pertenece a una de las etapas cursivas de la escritura egipcia antigua: hierática, hierática anormal o demótica».
El documento es mencionado en la película de 2004 The Work and the Glory.
Distintos traductores mormones con diferentes grados de experiencia en lenguas pero ninguno licenciado en ellas han estudiado este documento, siendo la más prominente la realizada por Jerry D. Grover, Jr. en la cual realizó una comparativa primeramente numérica de los caracteres del documento con caracteres egipcios, hebreos y mayas, revelando estructuras de fechas y a partir de allí procedió a la identificación de más caracteres proponiendo una traducción que podría ser la introducción del libro de Mosiah que se perdió en los manuscritos de las 116 páginas perdidas.
El "Documento Caractors" se vendió en 2024 a la Iglesia de Jesucristo de los Santos de los Últimos Días como parte de una transferencia más grande de propiedad física entre las dos organizaciones.